# Кабанов, Василий Григорьевич
Васи́лий Григо́рьевич Каба́нов (25 марта 1908 года — 18 апреля 1945 года) — советский офицер-танкист, участник хасанских боёв, боёв на Халхин-Голе и Великой Отечественной войны. Герой Советского Союза (1945).
В годы Великой Отечественной войны — командир танкового батальона 220-й отдельной танковой бригады, капитан Красной Армии. Отличился в боях 14-17 января 1945 года на территории Польши. Прорвав оборону противника, его танкисты первыми вышли к реке Пилица, форсировали её и, удалившись от своих частей на 40 километров, в ходе пятичасового боя овладели городом Скерневице.

## Биография
Родился 25 марта 1908 года в деревне Мызино ныне Судогодского района Владимирской области в крестьянской семье. Русский. После окончания 7 классов, стал работать на заводе им. Киркижа в Коврове.
В октябре 1930 года призван в Красную Армию. Срочную службу проходил на Дальнем Востоке в 41-м стрелковом полку. На сверхсрочной службе в механизированной части освоил танковое дело и, таким образом, стал младшим командиром. В 1932 году вступил в ВКП(б).
В 1937—1938 года проходил годичные курсы политруков в Москве. После возвращения в свою часть политрук танковой роты Василий Кабанов принимал участие в боях с Квантунской армией у озера Хасан и на реке Халхин-Гол. В результате тех событий был награждён орденом Красного Знамени.
Принимал участие в Великой Отечественной войне с июня 1941 года. Первоначально сражался под Ленинградом. Зимой 1943 года участвовал в прорыве блокады Ленинграда. За боевые заслуги награждён орденом Отечественной войны 1-й степени. 25 января 1944 года был тяжело ранен.
В 1943 году окончил Высшую офицерскую школу, затем Курсы усовершенствования офицерского состава (КУОС) при Военной академии механизации и моторизации РККА.
Вернувшись на фронт после обучения, был назначен командиром 3-го танкового батальона 220-й отдельной танковой бригады. Участник Висло-Одерской операции.
В боях 14-17 января 1945 года танкисты под руководством капитана В. Г. Кабанова во взаимодействии со стрелковым полком 94-й гвардейской стрелковой дивизии пробили брешь в обороне противника и, вклинившись в глубину на 12 километров, первым вышел к реке Пилица. Данное обстоятельство позволило навести переправы через реку и захватить плацдарм на её левом берегу. Батальон капитана Кабанова, удалившись от своих частей на 40 километров, вышел к польскому городу Скерневице. В результате пятичасового боя батальон к вечеру 17 января ворвался в город и полностью им овладел.
Указом Президиума Верховного Совета СССР от 27 февраля 1945 года «за образцовое выполнение заданий командования и проявленные мужество и героизм в боях с немецко-фашистскими захватчиками» майору Кабанову Василию Григорьевичу присвоено звание Героя Советского Союза.
В ночь на 15 апреля танкисты 3-го танкового батальона майора В. Г. Кабанова успешно провели разведку боем на подступах к Берлину, и на следующий день 16 апреля бригада начала наступление. В ходе завязавшегося боя В. Г. Кабанова был тяжело ранен. Умер в госпитале 18 апреля 1945 года. Похоронен в братской могиле в городе Дембно (Польша).
Посмертно награждён орденом Отечественной войны I степени (11 июня 1945).

## Награды и звания
Советские государственные награды и звания:
- Герой Советского Союза (27 февраля 1945[3]);
- орден Ленина (27 февраля 1945);
- орден Красного Знамени (1939[4]);
- два ордена Отечественной войны I степени (1944; 11 июня 1945, посмертно[4]);
- медали, в том числе:
  - медаль «За боевые заслуги» (1941[3]).

## Семья
Жена — Лидия Ефимовна Кабанова, проживала в деревне Мызино.

## Память
В родном городе Судогда, на здании школы № 1, где учился В. Г. Кабанов, установлена мемориальная доска. В городе Ковров на Аллее Героев установлен обелиск.